# Ratanchura
Ratanchura (nepalski: रतनचुरा) – gaun wikas samiti w środkowej części Nepalu  w strefie Dźanakpur w dystrykcie Sindhuli. Według nepalskiego spisu powszechnego z 2001 roku liczył on 488 gospodarstw domowych i 2650 mieszkańców (1375 kobiet i 1275 mężczyzn).